# ソナタネ・タクルア
ソナタネ・タクルア（Sonatane Takulua、1991年1月11日 - ）は、プロD2、SUアジャンに所属するラグビーユニオン選手。

## プロフィール
- トンガ・ラパハ（トンガ語 (ポリネシア)版）出身。
- ポジションはスクラムハーフ(SH)。
- 身長 176cm、体重 95kg
- トンガ代表キャップは38(2021年1月現在）でラグビーワールドカップ2015・ラグビーワールドカップ2019のトンガ代表に選ばれた[1]。
- 7人制トンガ代表に選ばれたことがある。

## 略歴
ノースランド、ブルーズ、ニューカッスル・ファルコンズ、RCトゥーロン、ニューカッスル・ファルコンズを経て、2020年、RCトゥーロンに復帰。
2022年、SUアジャンに加入。